# Etzelsrode
Etzelsrode é uma localidade e antigo município da Alemanha localizado no distrito de Nordhausen, estado da Turíngia. Desde janeiro de 2019, forma parte do município de Bleicherode.
A Erfüllende Gemeinde (português: municipalidade representante ou executante) do município de Etzelsrode é a cidade de Bleicherode.

## Demografia
Evolução da população (populações em 31 de dezembro):
| - 1994 - 106 - 1995 - 102 - 1996 - 105 - 1997 - 107 | - 1998 - 105 - 1999 - 104 - 2000 - 104 - 2001 - 105 | - 2002 - 117 - 2003 - 114 - 2004 - 114 - 2005 - 100 |

 Fonte: Thüringer Landesamt für Statistik